# 欧扎特
欧扎特（法語：Auzat，法語發音：[ozat]）是法国阿列日省的一个市镇，位于该省南部，属于富瓦区。欧扎是阿列日省面积最大的市镇，也是整个奥克西塔尼大区面积第二大的市镇。

## 地名
该地名“Auzat”发音为[ozat]，末尾字母“t”发音，《世界地名翻译大辞典》与《世界地名译名词典》将其误译作“欧扎”。

## 地理
欧扎特（42°45'59"N, 1°28'50"E）面积162.74 平方千米，位于法国奧克西塔尼大區阿列日省，该省份为法国西南部内陆省份，西部和北部与上加龙省接壤，东临奥德省，东南至东比利牛斯省接壤，南与安道尔和西班牙接壤。
与欧扎特接壤的市镇（或旧市镇、城区）包括：欧吕斯莱班、莱尔库勒、勒波尔、阿林斯、利亚多雷、瓦勒德索斯、马萨纳、奥尔迪诺。
欧扎特的时区为UTC+01:00、UTC+02:00（夏令时）。

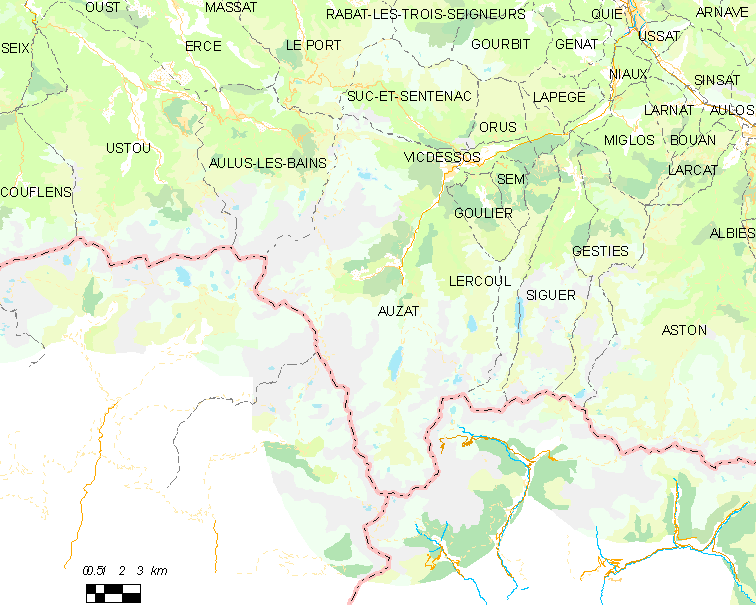
欧扎特的OSM定位图

## 行政
欧扎特的邮政编码为09220，INSEE市镇编码为09030。

## 政治
欧扎特所属的省级选区为萨巴尔泰斯县。

## 人口

1962-2008年间欧扎特人口变化图示

欧扎特于2022年1月1日时的人口数量为562人。